# Dysbiose
Die Dysbiose, auch Dysbakterie genannt, bezeichnet ein Ungleichgewicht der Darmflora. Dieses kann unter anderem durch übermäßigen Alkoholkonsum, Medikamente wie Antibiotika und Cortison oder Fehlernährung stark begünstigt werden. Auch Erkrankungen wie die exokrine Pankreasinsuffizienz und Entzündungsprozesse können eine Dysbiose verursachen.
Ein Ungleichgewicht der eigenen Darmflora kann dabei z. B. durch schädliche Fremdflora entstehen (z. B. die Fäulnisbakterien der Spezien Proteus, Klebsiella, Pseudomonas, Sarcina, Hefen (u. a. Candida albicans, Candida krusei, Candida glabrata, Candida tropicalis) sowie Schimmelpilze wie Aspergillus fumigatus und pathogene Vertreter von Colibakterien). Das gesunde Gegenbeispiel nennt man Eubiose oder allgemein bei einer Bakterienflora oder einem Mikrobiom: Eubakterie.

## Symptome
- starke Blähungen
- Anfälligkeit für Infekte (Schwächung des Immunsystems)
- Heißhungerattacken (besonders auf Süßes)
- permanenter weißer Belag auf der Zunge
- depressive Verstimmungen

## Diagnostik
Der pH-Wert des Stuhls wird untersucht, da dieser sämtliche Stoffwechselleistungen der Darmflora widerspiegelt. Dabei sind vor allem erhöhte pH-Werte über 7,0 problematisch, da es hier vermehrt zu proteolytischen Prozessen kommen kann. Neben der qualitativen Stuhluntersuchung auf obligat pathogene Erreger wie Salmonellen, Campylobacter, Yersinien, Shigellen und pathogene Vertreter der Clostridien wird die quantitative Darmfloraanalyse als Selbstzahlerleistung angeboten. Die quantitative Darmflora-Analyse umfasst eine Keimzahlbestimmung von aeroben und anaeroben Indikatorkeimen. Diese zählen zur sogenannten Protektivflora. Zudem werden Keime mit ausgeprägtem proteolytischem Stoffwechsel und Pilze bestimmt. Ein Laborbefund kann Hinweise auf Fehlbesiedlung und entsprechende Therapieempfehlungen beinhalten.